# Boule-d'Amont
Boule-d'Amont là một xã trong vùng Occitanie, thuộc tỉnh Pyrénées-Orientales, quận Prades, tổng Vinça. Tọa độ địa lý của xã là 42° 34' vĩ độ bắc, 02° 36' kinh độ đông. Boule-d'Amont nằm trên độ cao trung bình là 483 mét trên mực nước biển, có điểm thấp nhất là 234 mét và điểm cao nhất là 1.348 mét. Xã có diện tích 23,22 km², dân số vào thời điểm 1999 là 73 người; mật độ dân số là 3 người/km².

## Thông tin nhân khẩu
| 1962 | 1968 | 1975 | 1982 | 1990 | 1999 |
| ---- | ---- | ---- | ---- | ---- | ---- |
| 47   | 69   | 47   | 70   | 71   | 73   |

## Địa điểm tham quan
- Nhà thờ tu viện Serrabone từ thế kỉ thứ 11.